# Wierzchocino
Wierzchocino (kaszb. Wierzchòcëno, niem. Virchenzin) – wieś w Polsce, w województwie pomorskim, w powiecie słupskim, w gminie Smołdzino na Wybrzeżu Słowińskim.
W latach 1975–1998 miejscowość administracyjnie należała do województwa słupskiego.
Inne miejscowości z prefiksem Wierzchucin: Wierzchucin Królewski, Stary Wierzchucin, Wierzchucinek, Wierzchucino
W 2011 miejscowość zamieszkiwały 183 osoby.

## Nazwa
Nazwa, odnotowana po raz pierwszy w formie Virchenzyn w 1486, ma pochodzenie słowiańskie i charakter dzierżawczy. Powstała przez dodanie do nazwy osobowej Wierzchęta (por. Wierzchosław) formantu -ino. Friedrich Lorentz odnotował formę nazwy w lokalnych gwarach słowińskich: Vjėřχʉ̀ɵ̯cänɵ wraz z nazwami mieszkańców z pominiętym formantem -in-: Vjìe̯řχɵcȯu̯n, Vjìe̯řχɵcȯu̯nkă „wierzchocinianin, wierzchocinianka”. Niemiecka nazwa Virchenzin jest adaptacją fonetyczną pierwotnej nazwy słowiańskiej. Polska nazwa Wierzchocino w miejsce oczekiwanej *Wierzchęcino odzwierciedla wymowę słowińską.
Rada Języka Kaszubskiego proponuje kaszubską formę nazwy Wierzchòcëno.